# Xã Panola, Quận Woodford, Illinois
Xã Panola (tiếng Anh: Panola Township) là một xã thuộc quận Woodford, tiểu bang Illinois, Hoa Kỳ. Năm 2010, dân số của xã này là 353 người.